# Nikki García
Nieves García, más conocida como Nikki García (Madrid, 30 de noviembre de 1985), es una cantante, locutora, actriz de voz española. Es popular por ser la voz del GPS de Google Maps en español y de Renfe Cercanías, así como de Jasmine en Aladdín y de Samus Aran en la versión original de Metroid Dread. Colabora como locutora en El Mundo Today, trabaja como actriz de voz en ficciones sonoras, jingles, videojuegos, series y películas.Tiene un EP publicado en 2017, un LP publicado en 2019 con su antigua banda De La Sierra y está trabajando en su segundo álbum en solitario y el primero en castellano, del que ha sacado ya cuatro sencillos.

## Biografía
Nikki García nació en Madrid en 1985. Desde pequeña estudió música y canto y en 2003 comenzó a estudiar Filología Hispánica en la Universidad Complutense de Madrid. En 2006 fue con una beca a la universidad de Misisipi a estudiar canto, música e idiomas. Cuando volvió a España se licenció en Comunicación Audiovisual. Mientras trabajaba como profesora de inglés, estudió doblaje cinematográfico y locución publicitaria en diversas escuelas. Comenzó a trabajar como cantante y locutora de publicidad a los 19 años, compaginándolo con impartir clase, y empezó a trabajar como actriz de doblaje a los 28.
Ha puesto su voz a los asistentes de Google Maps y Google en español, además de a numerosas empresas multinacionales. También podemos escuchar su voz en numerosas novelas como en la trilogía de Juan Gómez Jurado y en ficciones sonoras como Biotopia. Pone la voz de numerosos personajes de animación en series y películas como en Padre de Familia y Los Simpsons. En 2019 puso su voz al personaje Jasmine de la versión de Disney con personajes reales de la película Aladdín. Además es la voz de Samus en el videojuego Metroid Dread.
Es la narradora de los thrillers Reina Roja, Loba Negra, Rey Blanco y Todo Arde, del autor Juan Gómez-Jurado y también de la saga de libros Outlander en castellano, de la autora Diana Gabaldon. Ha protagonizado las ficciones sonoras Biotopía (2020) de Manuel Bartual, La Suelta  (2021) de Juan Gómez-Jurado y Click (2022) de Mar Abad.
Además, también pone su voz en los coros de la banda sonora de El regreso de Mary Poppins y fue la voz de Jasmine en castellano de la película de 2019 Aladdín. Cuenta con múltiples actuaciones como cantante en televisión (TVE, Cuatro, Antena 3).
En 2017 publicó su primer disco en solitario We've Got Something y en 2019 publicó Timescape, con su antiguo grupo de música Americana 'De La Sierra'.
Como actriz de imagen, ha coescrito y protagonizado cortos en el canal de sketches Wasabi Humor y desde 2015 es la presentadora de las noticias satíricas del diario en línea El Mundo Today.